# Filip Ospalý
Filip Ospalýⓘ (* 15. Mai 1976 in Ústí nad Labem) ist ein ehemaliger tschechischer Triathlet. Er ist dreifacher Olympiastarter (2000, 2004, 2008), Duathlon-Europameister (2006) sowie Triathlon-Europameister auf der olympischen Distanz (2001) und der Mitteldistanz (2015). 2010 wurde er Zweiter bei den Ironman 70.3 World Championships.

## Werdegang
Filip Ospalý startet seit 1992 als Triathlon-Profi. 1995 wurde er Vierter bei der Weltmeisterschaft der Junioren auf der olympischen Distanz (Kurzdistanz: 1,5 km Schwimmen, 40 km Radfahren und 10 km Laufen). Im August 1998 wurde er in Kiel Dritter bei der Studenten-Weltmeisterschaft.

### Olympische Sommerspiele 2000
Ospalý nahm an der Erstaustragung Triathlon bei den Olympischen Spielen 2000 in Sydney sowie den Olympischen Spielen 2004 in Athen teil. Nachdem er bei seiner ersten Teilnahme nicht ins Ziel gekommen war, wurde er bei seiner zweiten Teilnahme nach 1:57:17,58 h 29. des Wettbewerbs.

### Europameister Triathlon Kurzdistanz 2001
Einen seiner größten Erfolg feierte Ospalý bei der Europameisterschaft 2001, als er in Karlsbad den Titel holte. Zudem wurde er 2002 sowie 2003 jeweils Vizeeuropameister.

### Europameister Duathlon 2006
2006 wurde er im italienischen Rimini auch Duathlon-Europameister auf der Kurzdistanz.
2008 startete er erneut in Peking bei den Olympischen Spielen 2008. In der deutschen Triathlon-Bundesliga startete Ospalý für Tri-Flow Bad Endbach und bei der französischen Meisterschaftsserie Grand Prix de Triathlon startet er für den Verein EC Sartrouville.
Im November 2010 wurde er in Florida hinter dem Deutschen Michael Raelert Zweiter bei den Ironman 70.3 World Championships. 2012 konnte er zum dritten Mal in Folge den Ironman 70.3 Austria gewinnen. 2013 startete er in Florida erstmals auf der Ironman-Distanz (3,86 km Schwimmen, 180,2 km Radfahren, 42,195 km Laufen) und belegte den dritten Rang.

### Europameister Triathlon Mitteldistanz 2015
Im Mai 2015 wurde der damals 39-Jährige in Rimini Europameister über die Triathlon-Mitteldistanz. Im Juni wurde er Achter bei der Weltmeisterschaft auf der Langdistanz.
Im September 2016 konnte Filip Ospalý das Rennen bei der Weltmeisterschaft auf der Triathlon-Langdistanz nicht beenden und tritt seitdem nicht mehr international in Erscheinung.

## Sportliche Erfolge

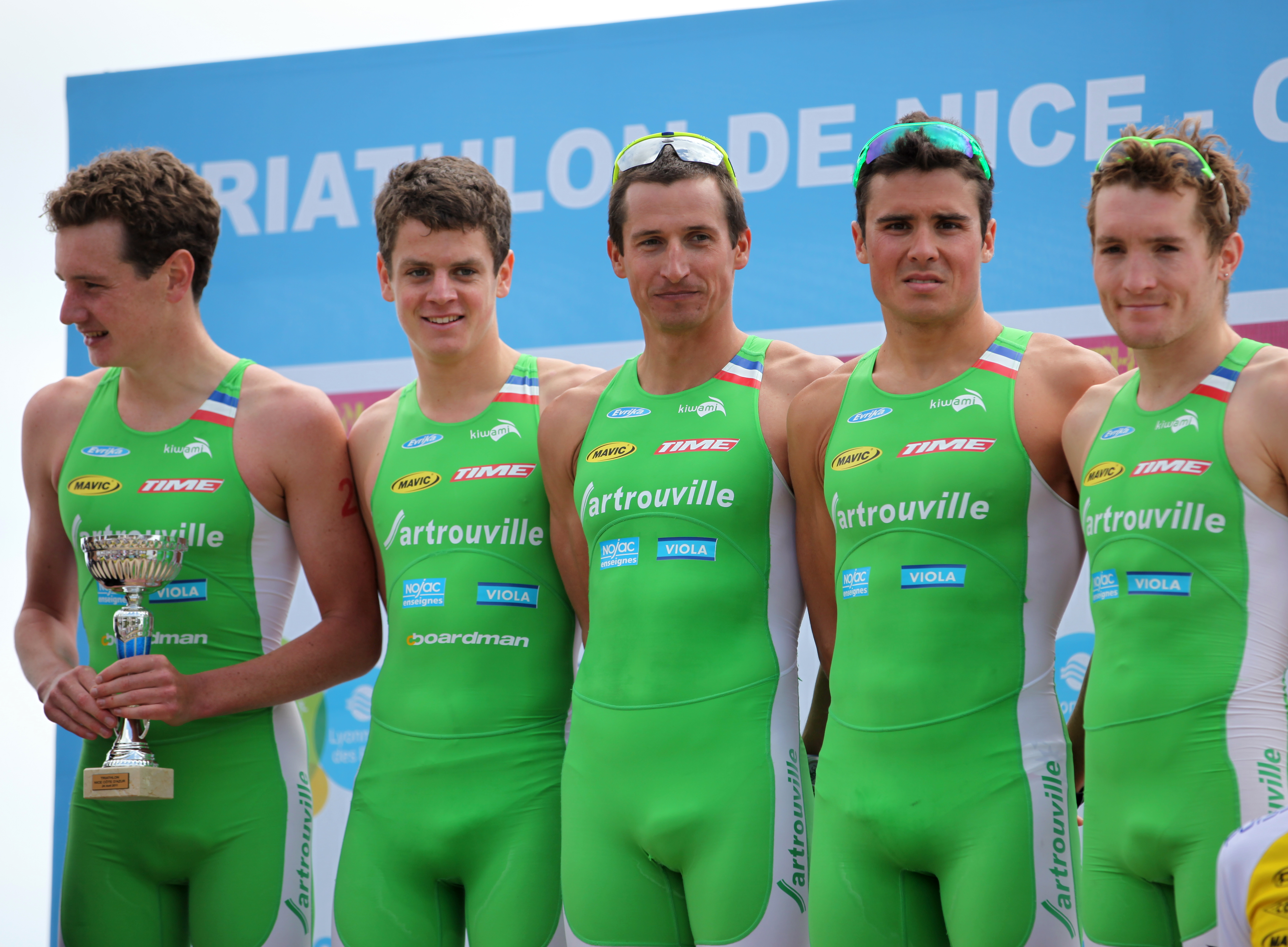
Die Mannschaft von Sartrouville mit Alistair (links) and Jonathan Brownlee, Filip Ospalý, Javier Gómez und Étienne Diemunsch in Nizza (2011)

| Datum/Jahr    | Rang | Wettbewerb                                    | Austragungsort  | Zeit        | Bemerkung                                                                     |
| ------------- | ---- | --------------------------------------------- | --------------- | ----------- | ----------------------------------------------------------------------------- |
| 1. Juni 2012  | 1    | 5150 Berlin                                   | Berlin          | 01:47:44    |                                                                               |
| 29. Apr. 2012 | 1    | 5150 St. Anthony’s Triathlon                  | St. Petersburg  | 01:45:50    |                                                                               |
| 31. März 2012 | 2    | ATU Triathlon African Championships           | Le Morne        | 01:55:10    | Zweiter hinter Richard Murray                                                 |
| 12. Juni 2011 | 7    | 5150 Klagenfurt                               | Klagenfurt      | 01:59:06    |                                                                               |
| 1. Mai 2011   | 1    | 5150 St. Anthony’s Triathlon                  | St. Petersburg  | 01:41:22    |                                                                               |
| 4. Juli 2010  | 10   | ETU Triathlon European Championships          | Athlone         | 01:46:06    | Zehnter bei der Europameisterschaft in Irland auf der olympischen Kurzdistanz |
| 22. Mai 2010  | 2    | ETU European Cup                              | Senec           | 01:50:55    | [ 2 ]                                                                         |
| 19. Aug. 2008 | 20   | Olympische Sommerspiele 2008                  | Peking          | 01:50:53,69 |                                                                               |
| 3. Juni 2007  | 1    | ITU Triathlon World Cup                       | Madrid          | 01:55:47    | [ 3 ]                                                                         |
| 7. Aug. 2005  | 1    | ITU Triathlon World Cup                       | Hamburg         | 01:45:33    |                                                                               |
| 26. Aug. 2004 | 29   | Olympische Sommerspiele 2004                  | Athen           | 01:57:17,58 |                                                                               |
| 2004          | 2    | Holsten City Man                              | Hamburg         | 01:47:55,9  | hinter dem Ukrainer Wolodymyr Polikarpenko                                    |
| 21. Juni 2003 | 2    | ETU Triathlon European Championships          | Karlsbad        | 01:56:18    | wie im Vorjahr zweiter Rang hinter dem Spanier Iván Raña                      |
| 6. Juni 2002  | 2    | ETU Triathlon European Championships          | Győr            | 01:47:47    | zweiter Rang und Vizeeuropameister hinter dem Spanier Iván Raña               |
| 31. Aug. 2002 | 1    | ITU Triathlon World Cup                       | Lausanne        | 01:52:06    |                                                                               |
| 23. Juni 2001 | 1    | ETU Triathlon European Championships          | Karlsbad        | 02:03:55    | Triathlon-Europameister                                                       |
| 20. Mai 2001  | 1    | ITU Triathlon European Cup                    | Forte dei Marmi | 01:39:41    |                                                                               |
| 2000          | DNF  | Olympische Sommerspiele 2000                  | Sydney          | –           |                                                                               |
| 16. Aug. 1998 | 3    | FISU World University Triathlon Championships | Kiel            | 01:50:47    | Studenten-Weltmeisterschaft                                                   |
| 12. Nov. 1995 | 4    | ITU Triathlon World Championship Junior Men   | Cancún          | 01:58:21    | Junioren-Weltmeisterschaft                                                    |

| Datum/Jahr    | Rang | Wettbewerb                                           | Austragungsort  | Zeit     | Bemerkung                                                               |
| ------------- | ---- | ---------------------------------------------------- | --------------- | -------- | ----------------------------------------------------------------------- |
| 27. Aug. 2016 | 1    | Challenge Tønsberg                                   | Tønsberg        |          |                                                                         |
| 3. Juli 2016  | 3    | Ironman 70.3 Norway                                  | Haugesund       | 03:45:48 |                                                                         |
| 25. Okt. 2015 | 2    | Challenge Sardinia                                   | Pula            | 03:54:04 |                                                                         |
| 23. Aug. 2015 | 11   | Challenge Walchsee-Kaiserwinkl                       | Walchsee        | 04:07:46 |                                                                         |
| 24. Mai 2015  | 1    | ETU Middle Distance Triathlon European Championships | Rimini          | 04:06:14 | Europameister auf der Mitteldistanz – im Rahmen der Challenge Rimini    |
| 3. Mai 2015   | 10   | Ironman 70.3 Pays d’Aix France                       | Aix-en-Provence | 04:07:01 |                                                                         |
| 27. Feb. 2015 |      | Challenge Dubai                                      | Dubai           | 04:02:11 |                                                                         |
| 7. Sep. 2014  | 22   | Ironman 70.3 World Championship                      | Mont-Tremblant  | 03:55:27 | Ironman-70.3-Weltmeisterschaft                                          |
| 6. Juli 2014  | 1    | Ironman 70.3 Norway                                  | Haugesund       | 03:50:43 |                                                                         |
| 27. Okt. 2013 | 2    | Ironman 70.3 Miami                                   | Miami           | 03:43:12 |                                                                         |
| 22. Sep. 2013 | 1    | Ironman 70.3 Pays d’Aix France                       | Aix-en-Provence | 03:55:24 |                                                                         |
| 7. Juli 2013  | 1    | Ironman 70.3 Norway                                  | Haugesund       | 03:46:10 |                                                                         |
| 23. Juni 2013 | 2    | CityTriathlon Heilbronn                              | Heilbronn       | 02:58:07 | [ 6 ]                                                                   |
| 26. Mai 2013  | 9    | Ironman 70.3 Austria                                 | St. Pölten      | 03:38:43 | Das Rennen wurde witterungsbedingt ohne die Schwimmdistanz ausgetragen. |
| 8. Juli 2012  | 1    | Ironman 70.3 Norway                                  | Haugesund       | 03:47:22 |                                                                         |
| 20. Mai 2012  | 1    | Ironman 70.3 Austria                                 | St. Pölten      | 03:54:45 |                                                                         |
| 14. Aug. 2011 | 2    | Ironman 70.3 Germany                                 | Wiesbaden       | 04:10:19 | Zweiter bei den Ironman 70.3 European Championships                     |
| 22. Mai 2011  | 1    | Ironman 70.3 Austria                                 | St. Pölten      | 03:55:27 | Filip Ospalý konnte seinen Sieg aus dem Vorjahr erfolgreich verteidigen |
| 13. Nov. 2010 | 2    | Ironman 70.3 World Championship                      | Clearwater      | 03:42:56 |                                                                         |
| 30. Mai 2010  | 1    | Ironman 70.3 Austria                                 | St. Pölten      | 03:46:02 |                                                                         |

| Datum/Jahr    | Rang | Wettbewerb                                      | Austragungsort | Zeit     | Bemerkung                                                                                           |
| ------------- | ---- | ----------------------------------------------- | -------------- | -------- | --------------------------------------------------------------------------------------------------- |
| 24. Sep. 2016 | DNF  | ITU Long Distance Triathlon World Championships | Oklahoma       | –        | Weltmeisterschaft auf der Triathlon-Langdistanz (4 km Schwimmen, 120 km Radfahren und 30 km Laufen) |
| 27. Juni 2015 | 8    | ITU Long Distance Triathlon World Championships | Motala         | 05:01:46 | |
| 11. Okt. 2014 |      | Ironman Hawaii                                  | Kailua-Kona    | 09:10:57 | |
| 27. Juli 2014 | 4    | Ironman Switzerland                             | Zürich         | 08:43:23 | |
| 2. Nov. 2013  | 3    | Ironman Florida                                 | Panama City    | 07:58:44 | erster Ironman-Start                                                                                |

| Datum/Jahr   | Rang | Wettbewerb                          | Austragungsort | Zeit     | Bemerkung              |
| ------------ | ---- | ----------------------------------- | -------------- | -------- | ---------------------- |
| 8. Okt. 2006 | 1    | ETU Duathlon European Championships | Rimini         | 01:50:55 | Duathlon-Europameister |

(DNF – Did Not Finish)